# Associazione Calcio Palermo 1939-1940
Questa voce raccoglie le informazioni riguardanti l'Associazione Calcio Palermo nelle competizioni ufficiali della stagione 1939-1940.

## Stagione
In questa stagione il Palermo ottiene un 14º posto in Serie B, salvandosi, ma verrà escluso il 30 agosto 1940 dalla Serie B 1940-1941, su delibera della FIGC, per fallimento societario, il secondo della storia.
Nel novembre 1939 viene sconfitto per 1-0 dal Siracusa nel terzo turno eliminatorio della Coppa Italia.
Le ultime due giornate, con la salvezza raggiunta (con difficoltà), il Palermo è costretto ad affrontare le trasferte di Padova e Sanremo con solo undici giocatori disponibili, tra i quali i tre portieri e alcuni giovani delle riserve, perché la maggior parte della rosa parte per la guerra.
Contro il Padova (sconfitta per 6-0), Sellan gioca come mediano ed esordiscono in serie cadetta Chiari e Maniscalco. La settimana successiva la squadra si ritrova in dieci elementi validi a causa dell'infortunio di Baratti: allora è l'allenatore Ermenegildo Negri, ormai quarantenne, a scendere in campo, ricoprendo il ruolo di centravanti e segnando il gol del Palermo in quella partita (sconfitta per 2-1).

## Divise
| 1ª divisa |

## Organigramma societario
Area direttiva
- Presidente: Salvatore Barbaro

Area tecnica
- Allenatore: Armand Halmos, poi Ermenegildo Negri (da prima dell'inizio del campionato)

## Rosa
La FIGC sciolse la squadra a fine stagione.

## Risultati

### Serie B

#### Girone di andata
| Arbitro: | Camiolo (Milano) |

|  |           |                                   |
|  | Marcatori | 68’ Rosso 80’ Fibbi 87’ Girometta |

| Arbitro: | Scotto (Savona) |

|                      |           |  |
| Costenaro 40’ (rig.) | Marcatori |  |

| Arbitro: | Martelli (Livorno) |

|                                       |           |                      |
| Grazioli 2’, 86’ Palumbo 22’ Dusi 55’ | Marcatori | 60’ (rig.) Costenaro |

| Arbitro: | Colonna (Bari) |

|             |           |                        |
| Ussello 50’ | Marcatori | 4’ Pacini 73’ Antolini |

| Arbitro: | Mazza (Torre del Greco) |

|                      |           |              |
| Costenaro 41’ (rig.) | Marcatori | 22’ Bramanti |

| Arbitro: | Limido (Milano) |

|                           |           |  |
| Icardi 53’ De Rosalia 78’ | Marcatori |  |

| Arbitro: | Galeati (Bologna) |

|           |           |                |
| Pinto 61’ | Marcatori | 62’ De Rosalia |

| Arbitro: | Gorini (Milano) |

|                                                          |           |  |
| D'Odorico 20’, 65’ (rig.) Tabanelli 25’, 89’ Spivach 58’ | Marcatori |  |

| Arbitro: | Tonnetti (Roma) |

|            |           |           |
| Celant 38’ | Marcatori | 62’ Capra |

| Arbitro: | Carminati (Milano) |

|                                 |           |  |
| Costenaro 13’ (rig.) Icardi 79’ | Marcatori |  |

| Arbitro: | Cardinali (Milano) |

|                                             |           |                                       |
| Prata Pizzala 14’ Salati 28’ Poggi 31’, 84’ | Marcatori | 59’ Costenaro 67’ Santillo 77’ Molena |

| Arbitro: | Zavattaro (Casale M.) |

|                                     |           |  |
| Stua 8’ Viani II 12’, 29’, 34’, 71’ | Marcatori |  |

| Arbitro: | Albanese (Taranto) |

|            |           |  |
| Celant 75’ | Marcatori |  |

| Arbitro: | Motta (Milano) |

|                     |           |  |
| Barbi 17’ Facci 86’ | Marcatori |  |

| Arbitro: | Ghetti (Modena) |

|                                  |           |                |
| Silvestrelli II 57’ Cristina 60’ | Marcatori | 74’ Coverlizza |

| Arbitro: | Biancone (Roma) |

|                |           |                                   |
| Coverlizza 13’ | Marcatori | 50’ Orzan II 61’, 83’ Cappello IV |

| Arbitro: | Camiolo (Milano) |

|            |           |               |
| Celant 63’ | Marcatori | 79’ Ghiglione |

#### Girone di ritorno
| Arbitro: | Curradi (Firenze) |

|                                                                      |           |  |
| Cresta 3’ Cerutti 35’, 68’ Foglia 36’ Ghezzi 58’, 88’ Rosso 65’, 84’ | Marcatori |  |

| Arbitro: | Coletti (Treviso) |

|               |           |  |
| Cominelli 10’ | Marcatori |  |

| Arbitro: | Mazza (Torre del Greco) |

|                                                             |           |                                |
| Costenaro 13’ (rig.) Di Falco 27’ Santillo 75’ Antolini 88’ | Marcatori | 24’ Palumbo 37’ (rig.) Moretti |

| Arbitro: | Di Nanni (Napoli) |

|                             |           |                      |
| Coverlizza 34’ Di Falco 90’ | Marcatori | 51’ Melato 84’ Maggi |

| Arbitro: | Forni (Treviso) |

|           |           |  |
| Crola 33’ | Marcatori |  |

| Arbitro: | Malingher (Roma) |

|                |           |            |
| Pellegatta 89’ | Marcatori | 16’ Icardi |

| Arbitro: | Rossi (Milano) |

|              |           |  |
| Di Falco 57’ | Marcatori |  |

| Arbitro: | Di Nanni (Napoli) |

|            |           |  |
| Celant 67’ | Marcatori |  |

| Arbitro: | Fois (Roma) |

|                                   |           |                                       |
| Colli 4’ Coppa 12’ Lippi 50’, 75’ | Marcatori | 19’ Costenaro 26’ Icardi 67’ Di Falco |

| Arbitro: | Biancone (Roma) |

|                |           |                 |
| Bertoni II 61’ | Marcatori | 50’, 65’ Celant |

| Arbitro: | Fois (Roma) |

|            |           |                                 |
| Pacini 13’ | Marcatori | 15’, 65’ Barbero 52’, 78’ Pozzo |

| Arbitro: | Ciamberlini (Genova) |

|            |           |                          |
| Celant 46’ | Marcatori | 4’, 9’ Viani II 41’ Stua |

| Arbitro: | Coletti (Treviso) |

|                     |           |            |
| Santillo 84’ (aut.) | Marcatori | 75’ Celant |

| Arbitro: | Viarengo (Asti) |

|                       |           |  |
| Icardi 1’ Di Falco 8’ | Marcatori |  |

| Arbitro: | Prandi (Roma) |

|            |           |  |
| Celant 50’ | Marcatori |  |

| Arbitro: | Nicolini (Ancona) |

|                                                                             |           |  |
| Cappello IV 25’ (rig.), 28’, 64’ Degli Esposti 30’ Bedosti 40’ Giaretta 88’ | Marcatori |  |

| Arbitro: | Gorini (Milano) |

|                             |           |           |
| Martini 31’ Ventimiglia 65’ | Marcatori | 21’ Negri |

### Coppa Italia

#### Terzo turno eliminatorio
| Arbitro: | Mazza (Torre del Greco) |

|               |           |  |
| Spanghero 61’ | Marcatori |  |

## Statistiche

### Statistiche di squadra
| Competizione | Punti | In casa | In casa | In casa | In casa | In casa | In casa | In trasferta | In trasferta | In trasferta | In trasferta | In trasferta | In trasferta | Totale | Totale | Totale | Totale | Totale | Totale | DR  |
| Competizione | Punti | G       | V       | N       | P       | Gf      | Gs      | G            | V            | N            | P            | Gf           | Gs           | G      | V      | N      | P      | Gf     | Gs     | DR  |
| ------------ | ----- | ------- | ------- | ------- | ------- | ------- | ------- | ------------ | ------------ | ------------ | ------------ | ------------ | ------------ | ------ | ------ | ------ | ------ | ------ | ------ | --- |
| Serie B      | 29    | 17      | 9       | 4       | 4       | 23      | 20      | 17           | 2            | 3            | 12           | 16           | 49           | 34     | 11     | 7      | 16     | 39     | 69     | -30 |
| Coppa Italia |       | -       | -       | -       | -       | -       | -       | 1            | 0            | 0            | 1            | 0            | 1            | 1      | 0      | 0      | 1      | 0      | 1      | -1  |
| Totale       |       | 17      | 9       | 4       | 4       | 23      | 20      | 18           | 2            | 3            | 13           | 16           | 50           | 35     | 11     | 7      | 17     | 39     | 70     | -31 |

### Statistiche dei giocatori[1][2]
| Giocatore       | Serie B  | Serie B | Serie B     | Serie B    | Coppa Italia | Coppa Italia | Coppa Italia | Coppa Italia | Totale   | Totale | Totale      | Totale     |
| Giocatore       | Presenze | Reti    | Ammonizioni | Espulsioni | Presenze     | Reti         | Ammonizioni  | Espulsioni   | Presenze | Reti   | Ammonizioni | Espulsioni |
| --------------- | -------- | ------- | ----------- | ---------- | ------------ | ------------ | ------------ | ------------ | -------- | ------ | ----------- | ---------- |
| R. Antolini     | 23       | 2       | ?           | ?          | -            | -            | -            | -            | 23       | 2      | 0+          | 0+         |
| A. Baratti      | 9        | -16     | ?           | ?          | -            | -            | -            | -            | 9        | -16    | 0+          | 0+         |
| L. Camiciotti   | 5        | 0       | ?           | ?          | -            | -            | -            | -            | 5        | 0      | 0+          | 0+         |
| R. Celant       | 23       | 9       | ?           | ?          | 1            | 0            | ?            | ?            | 24       | 9      | ?           | ?          |
| Chiari          | 2        | 0       | ?           | ?          | -            | -            | -            | -            | 2        | 0      | 0+          | 0+         |
| G. Costenaro    | 31       | 7       | ?           | ?          | 1            | 0            | ?            | ?            | 32       | 7      | ?           | ?          |
| G. Coverlizza   | 29       | 3       | ?           | ?          | 1            | 0            | ?            | ?            | 30       | 3      | ?           | ?          |
| F.P. De Rosalia | 16       | 2       | ?           | ?          | 1            | 0            | ?            | ?            | 17       | 2      | ?           | ?          |
| U. Di Falco     | 22       | 5       | ?           | ?          | -            | -            | -            | -            | 22       | 5      | 0+          | 0+         |
| T. Duimovich    | 5        | 0       | ?           | ?          | 1            | 0            | ?            | ?            | 6        | 0      | ?           | ?          |
| O. Icardi       | 26       | 7       | ?           | ?          | 1            | 0            | ?            | ?            | 27       | 7      | ?           | ?          |
| Maniscalco      | 2        | 0       | ?           | ?          | -            | -            | -            | -            | 2        | 0      | 0+          | 0+         |
| R. Molena       | 19       | 0       | ?           | ?          | 1            | 0            | ?            | ?            | 20       | 0      | ?           | ?          |
| G. Moncada      | 14       | 0       | ?           | ?          | -            | -            | -            | -            | 14       | 0      | 0+          | 0+         |
| E. Negri        | 1        | 1       | ?           | ?          | -            | -            | -            | -            | 1        | 1      | 0+          | 0+         |
| M. Pacini       | 21       | 2       | ?           | ?          | 1            | 0            | ?            | ?            | 22       | 2      | ?           | ?          |
| A. Ruffilli     | 2        | -?      | ?           | ?          | -            | -            | -            | -            | 2        | -0+    | 0+          | 0+         |
| G. Santillo     | 34       | 1       | ?           | ?          | 1            | 0            | ?            | ?            | 35       | 1      | ?           | ?          |
| G. Sellan       | 26       | -?      | ?           | ?          | 1            | -1           | ?            | ?            | 27       | -1+    | ?           | ?          |
| G. Serio        | 3        | 0       | ?           | ?          | -            | -            | -            | -            | 3        | 0      | 0+          | 0+         |
| A. Vellani      | 31       | 0       | ?           | ?          | -            | -            | -            | -            | 31       | 0      | 0+          | 0+         |
| L. Ziroli       | 30       | 0       | ?           | ?          | 1            | 0            | ?            | ?            | 31       | 0      | ?           | ?          |